# Leopold von Jedina-Palombini
Leopold svobodný pán von Jedina-Palombini (německy Leopold Camillo Freiherr von Jedina-Palombini) (24. května 1849 Deutsch-Wagram – 14. dubna 1924 Vídeň) byl rakousko-uherský admirál. U c. k. námořnictva sloužil od roku 1864, uplatnil se mimo jiné jako cestovatel a spisovatel, několik let působil také v diplomacii. V závěru kariéry zastával vysoké funkce v námořní administrativě. V roce 1908 byl povýšen do stavu svobodných pánů a v roce 1909 byl penzionován v hodnosti viceadmirála.

## Životopis

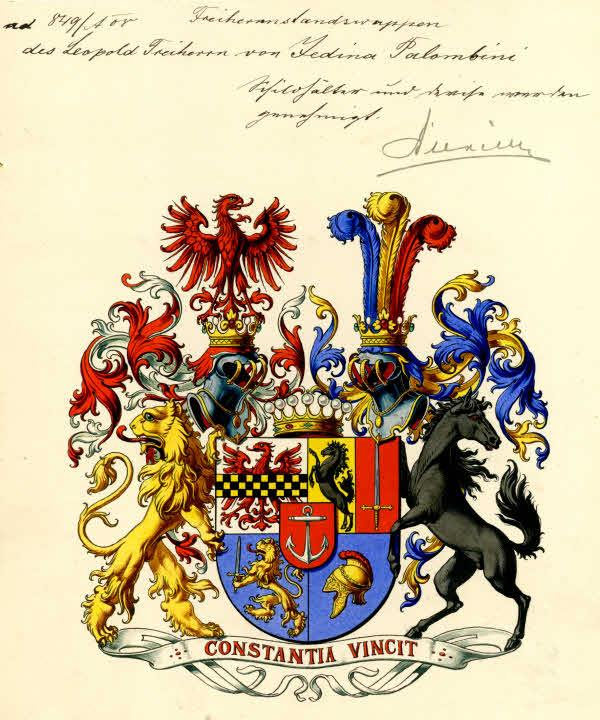
Erb rodu Jedina-Palombini při povýšení do stavu svobodných pánů (1908)

Pocházel ze staré české rodiny připomínané od 18. století na Dobříšsku (původní jméno Djedina). Narodil se jako čtvrtý syn c. k. plukovníka Karla Jediny (1811–1883) a jeho manželky Emy, rozené Rehmové (1817–1896). U c. k. námořnictva sloužil od roku 1864 jako praporčík a zúčastnil se výpravy arcivévody Maxmiliána do Mexika. V letech 1873–1875 se na korvetě Dandolo zúčastnil plavby kolem břehů Afriky a v roce 1879 byl povýšen na poručíka II. třídy. V letech 1883–1889 působil jako vychovatel v rodině arcivévody Ferdinanda Toskánského a na lodi Fasana se jako doprovod jeho synů zúčastnil cesty kolem světa. Mezitím získal v roce 1883 hodnost poručíka I. třídy.
V roce 1891 byl povýšen na korvetního kapitána a v letech 1891–1896 zastával funkci rakousko-uherského námořního attaché v Londýně. Mezitím byl v roce 1894 povýšen na fregatního kapitána a jako velitel řadové lodi Franz Joseph absolvoval v roce 1897 cestu do Číny. V roce 1899 krátce vedl operační kancelář námořního oddělení na ministerstvu války, poté v letech 1899–1902 byl ředitelem prezidiální kanceláře námořní sekce na ministerstvu války, respektive generálním pobočníkem námořnictva ve Vídni a v hodnosti komodora poté dočasně velel torpédové flotile. V roce 1905 dosáhl hodnosti kontradmirála, krátce velel námořnímu okruhu v Terstu a v letech 1905–1906 byl velitelem I. eskadry. Nakonec v letech 1907–1908 zastával úřad prezidenta Námořně-technického výboru (Marine-technisches Komitee) se sídlem v Pule. V roce 1908 byl rakousko-uherským delegátem na mezinárodní námořní konferenci v Londýně. K datu 1. května 1909 dosáhl hodnosti viceadmirála a v srpnu téhož roku byl penzionován.
Své poznatky z cest po světě publikoval ve dvou cestopisných knihách, které se dočkaly několika vydání a byly také přeloženy do angličtiny a francouzštiny.
Zemřel ve Vídni 14. dubna 1924 ve věku nedožitých 75 let a je pohřben na vídeňském Centrálním hřbitově.

## Tituly a ocenění
Od narození užíval šlechtický titul rytíře udělený rodině v roce 1831. Krátce před odchodem do penze byl v roce 1908 povýšen do stavu svobodných pánů, zároveň mu bylo povoleno připojení jména rodiny jeho manželky (Jedina-Palombini). V roce 1918 požádal o rozšíření baronského titulu pro své synovce Rudolfa a Norberta, což ale bylo ministerstvem vnitra zamítnuto. Během služby u námořnictva a cest do zahraničí obdržel několik ocenění, za svou literární činnost získal i Vyznamenání za umění a vědu. 

### Rakousko-Uhersko
- rytířský kříž Leopoldova řádu
- Řád železné koruny III. třídy
- Vojenský záslužný kříž
- Vojenská záslužná medaile
- Válečná medaile
- Vyznamenání za umění a vědu

### Zahraničí
- Řád červené orlice II. třídy (Německo)
- Řád dvojitého draka III. třídy (Čína)
- Řád neposkvrněného početí Panny Marie z Vila Viçosa (Portugalsko)
- Vojenský řád Kristův (Portugalsko)
- Řád Medžidie IV. třídy (Osmanská říše)

## Dílo
- Um Afrika: Skizzen Von Der Reise Sr. Majestät Corvette Helgoland in Den Jahren 1873-75; Vídeň, 1877
- An Asiens Küsten und Fürstenhöfen; Vídeň, 1891

## Rodina
V roce 1879 se ve Štýrském Hradci oženil s baronkou Marií Palombini (1853–1889), dcerou c. k. plukovníka Scipia Palombiniho, nejvyššího hofmistra arcivévody Rainera. Po ovdovění se v roce 1899 jeho druhou manželkou stala Ema Ofenheimová von Ponteuxin (1858–1918), dcera bohatého podnikatele Viktora Ofenheima a vdova po diplomatu Karlu Boleslawskim (1833–1896). Z prvního manželství se narodily tři děti, syn Karl (1880–1889) a dcera Alice (1884–1915) zemřeli předčasně, nejmladší syn Ernst (1886–1979) sloužil v c. k. armádě a dosáhl hodnosti majora.
U námořnictva sloužili také Leopoldovi starší sourozenci, bratr Rudolf (184–1918) byl korvetním kapitánem, další bratr Hermann (1847–1906) dosáhl hodnosti kontradmirála.